# Crataegus latebrosa
Crataegus latebrosa är en rosväxtart som beskrevs av Charles Sprague Sargent. Crataegus latebrosa ingår i Hagtornssläktet som ingår i familjen rosväxter. Inga underarter finns listade i Catalogue of Life.